# Campoplex kalatopensis
Campoplex kalatopensis är en stekelart som beskrevs av Gupta och Maheshwary 1977. Campoplex kalatopensis ingår i släktet Campoplex och familjen brokparasitsteklar. Inga underarter finns listade.